# 美斯乐

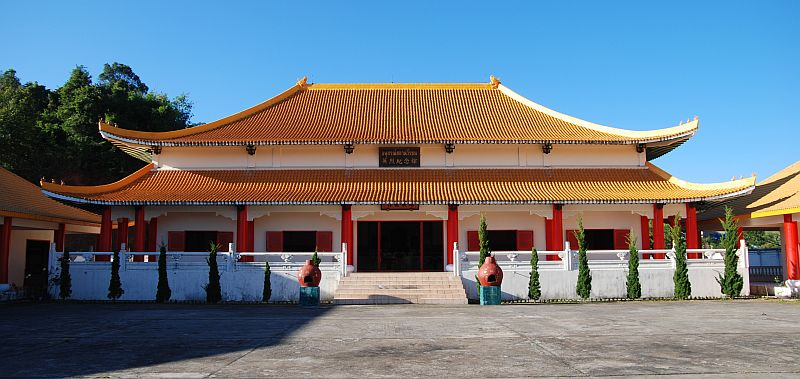
美斯乐英雄纪念碑

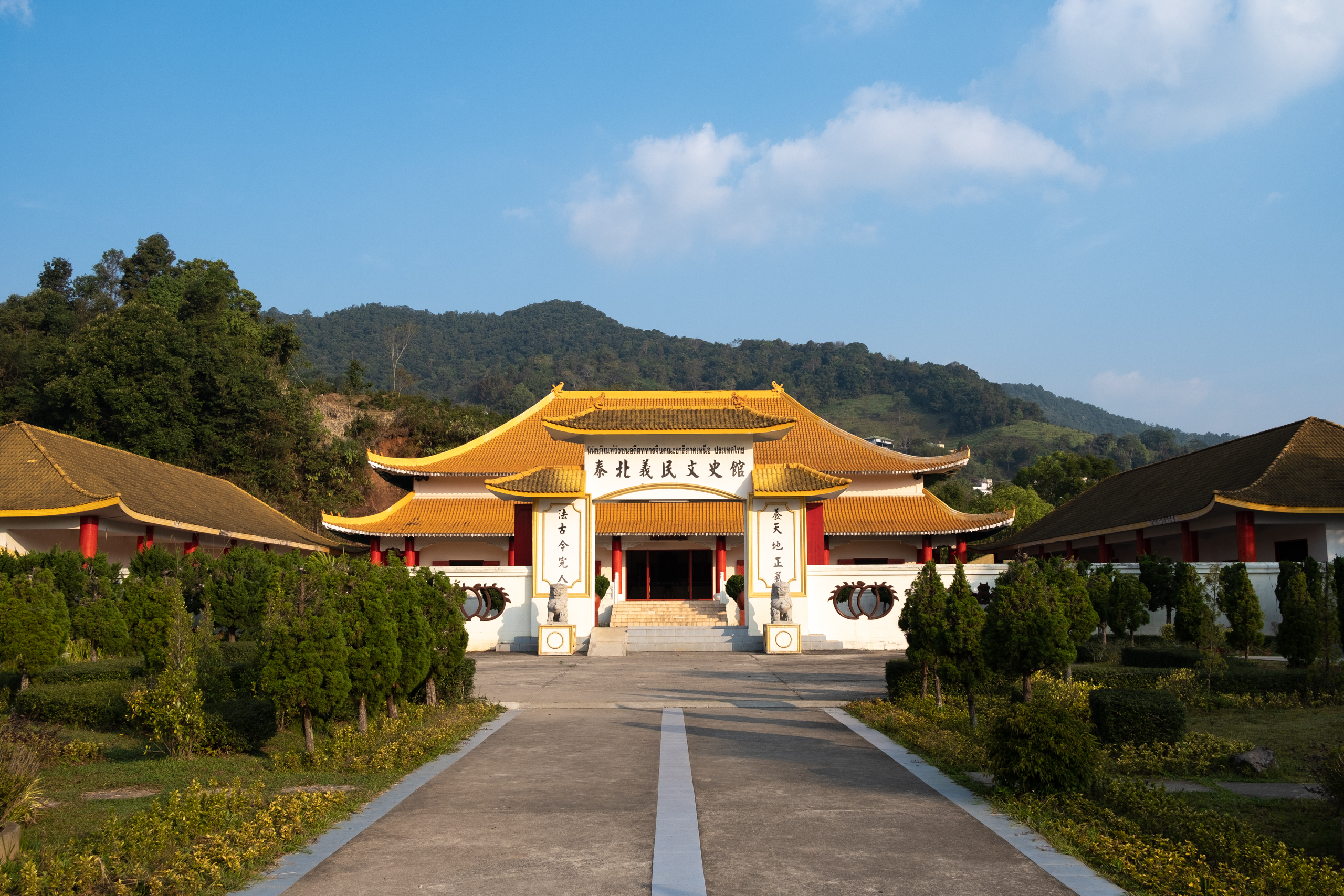
位於泰國清萊府美斯樂的中華民國泰緬孤軍紀念館

美斯乐，当地人称桑提希里村（英語：Santikhiri），位于泰国北部清莱府美斯乐山，是泰国重要的茶叶生产基地和旅游勝地，素有“泰国春城”、“中国村”、“華人村”之称。泰北孤軍（原雲南反共救國軍第5軍，後改為5735部隊）官兵及其后代很多都生活在这个地处泰国北部山区的美斯乐，在美斯乐除了華人外，还有5个泰国少数民族。

## 流行文化
台湾著名作家柏杨所著的《異域》即据此改编，由朱延平执导的电影《异域》，都是描写生活在美斯乐的中国人在异国他乡自力更生、顽强不息的奋斗过程。陳彼得為此創作詞歌曲費玉清演唱《美斯樂》。